# 陸奥海道の蝦夷の反乱
陸奥海道の蝦夷の反乱（みちのくうみみちのえみしのはんらん）は、神亀元年3月25日（ユリウス暦724年4月22日 / 先発グレゴリオ暦724年4月26日）、陸奥国海道（宮城県北部から岩手県南部の太平洋沿岸地域）に住む蝦夷（えみし）が陸奥大掾佐伯児屋麻呂を殺害した反乱である。

## 反乱の経緯
※日付は和暦による旧暦。西暦表記の部分はユリウス暦とする。

### 政策の変更
養老4年に起きた大崎平野の蝦夷反乱の後、陸奥国内では新たな政策が次々と実施されていく。
養老5年8月19日（721年9月14日）に陸奥按察使が出羽国を隷下におさめた。同年10月には陸奥国柴田郡南部の苅田郷・篤借郷の2郷を分けて苅田郡が置かれている。
養老6年（722年）に蝦夷反乱の大きな要因となった蝦夷への収奪強化の緩和をはかるため、陸奥国内の租庸調を停止した。また蝦夷による貢納や奉仕への反対給付の財源確保を目指して、国内の公民から蝦夷に対する禄として支給するための税布が徴収されるようになった。
その前後（神亀元年4月以前）には石城国と石背国が陸奥国へと短期間で再併合され、広域陸奥国が復活している。これは蝦夷支配を担う陸奥国の行政と財政両面での体制強化を実現するための施策とみられる。
同時期に鎮守府の設立も推進された。鎮守府は鎮兵（専業兵士）を率いて東北の辺境を守護する軍政府で、鎮守将軍以下鎮官によって統括された。鎮兵の出身地の多くは坂東八国である。

### 陸奥海道の蝦夷反乱
神亀元年3月25日（724年4月22日）、陸奥国で海道の蝦夷が反乱して陸奥大掾佐伯児屋麻呂を殺害した。このとき反乱の主体となった海道の蝦夷とは、東北地方の太平洋沿岸地域に住む蝦夷と推定されている。
反乱発生後の同年4月7日（5月4日）に征夷持節将軍藤原宇合、副将軍高橋安麻呂とする征夷軍が鎮圧のために派遣された。5月24日（6月19日）には鎮狄将軍小野牛養の軍勢も出羽国へと派遣されている。反乱の平定を終えた宇合らは事件発生後8ヶ月が経過した11月29日（12月19日）に平城京へと帰還した。

## 研究と評価
海道の蝦夷反乱について樋口知志は、大崎平野の蝦夷反乱とは発生のメカニズムがやや異なり、海道地方に住む蝦夷集団と律令国家側勢力との間の交易上のトラブルに端を発したのではないか、また律令国家は朝貢に訪れる蝦夷族長への禄の支給体制を整えていたが海道蝦夷たちの不満を抑えるには至らなかったのではないかとしている。

### 原典
1. ↑  『続日本紀』神亀元年三月甲申（二十五日）条
2. ↑  『続日本紀』神亀元年四月丙申（四日）条
3. ↑  『続日本紀』神亀元年五月壬午（十九日）条
4. ↑  『続日本紀』神亀元年十一月乙酉（二十九日）条